# José Pedro Croft
José Pedro Croft (nacido en 1957 en Oporto) es un artista visual. Considerado uno de los principales representantes del renacimiento de la escultura portuguesa, es ampliamente conocido por sus esculturas y pinturas geométricas.
José Pedro Croft estudió pintura en la Escola Superior de Belas Artes de Lisboa, donde reside desde su adolescencia. 

## Colecciones
Hoy en día, su obra está presente en las colecciones de diversos museos e instituciones internacionales como el Centro Pompidou de París, el Museo Nacional Centro de Arte Reina Sofía de Madrid, la Fundación Calouste Gulbenkian de Lisboa o el Museo de Arte Moderno de Río de Janeiro

## Monografías
- Ed. João Pinharanda, José Pedro Croft/ Medida Incerta, 2017 (Ediciones Hatje Cantz),ISBN 978-3-7757-4288-7
- Ed. Instituto Azoriano de Cultura, José Pedro Croft. gravura, 2009 (Ediciones Tristán Bárbara).
- Ed. Isabel C Rodrigues, José Pedro Croft Escultura. Diseño. Gravura. fotografía, 2011 (Ediciones Biales),ISBN 978-989-8483-01-0
- José Pedro Croft Objetos Imediatos, 2014 (Ediciones Documenta),ISBN 978-989-8566-68-3
- Helena de Gubernatis, José Pedro Croft 1979-2002, 2002 (Ediciones Fundación Centro Cultural de Belém),ISBN 972-8176-75-9
- Ed. Delfim Sardo, Una coisa José Pedro Croft, 2019 (Galería municipal dde Matosinhos Ediciones),ISBN 978-972-9143-83-0